# Henji Mboyo
Henji Mboyo (Opfikon, 3 dicembre 1998) è un ginnasta svizzero.

## Biografia
Ha gareggiato con la nazionale svizzera giovanile ai campionati europei di ginnastica artistica di Montpellier 2012 e Berna 2016, vincendo, in entrambe le edizioni, la medaglia di bronzo nel concorso a squadre nella categoria junior.
Ha rappresentato la nazionale meggiore agli europei di Glasgow 2018.

## Palmarès
- Campionati europei di ginnastica artistica maschile

Montpellier 2012: bronzo nel concorso a squadre categoria junior
Berna 2016: bronzo nel concorso a squadre categoria junior